# شلتوک

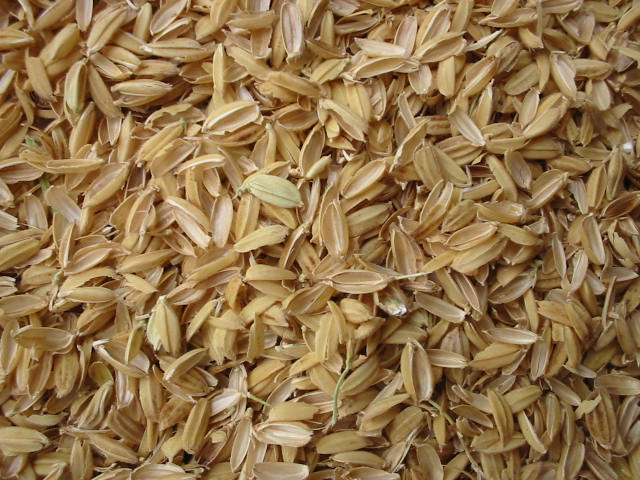
شلتوک

شلتوک یا چلتوک پوسته اولیه برنج است که به وسیله آسیاب‌های سنگی و یا دستگاه‌های خاص کوبیده و جدا می‌شود. لایه اولیه روی دانه را شلتوک و لایه پس از آن سبوس نام دارد. همچنین شالی و برنجی که هنوز از پوست برنیاورده باشند را شلتوک گویند.

## منبع
1. ↑  برنا
2. ↑  دهخدا